# Мамытов, Садыр Куштарбекович
Мамытов Садыр Куштарбекович (род.10 марта 1969, Фрунзе) — президент Национального Олимпийского комитета Кыргызстана. Президент Федерации конного спорта Киргизии, мастер спорта международного класса и судья международной категории по конному спорту, первый вице-президент Евразийской ассоциации конного спорта, спортсмен-конкурист. Долгое время он возглавлял III Региональную группу FEI. Заслуженный работник физической культуры и спорта Кыргызской Республики (2024).

## Биография
Мамытов Садыр Куштарбекович родился 10 марта 1969 года в Фрунзе в семье служащих. По национальности киргиз, владеет киргизским, русским и английским языками.
С 1976 по 1986 год учился в СШ № 61, 38 в городе Фрунзе.
С 1989 по 1995 год учился в КГСХИ им. К. И. Скрябина на зооинженерном факультете, по окончании вуза получил специальность «зооинженер».
В 2009 году окончил Киргизский национальный университет имени Жусупа Баласагына по специализации «государственное регулирование в экономике», направление -«менеджмент».

## Образование
- КГСХИ им. К. И. Скрябина, специальность «зооинженер». Бишкек, 1995;
- КНУ им. Ж.Баласагына. Окончил магистратуру по специальности «менеджмент». Бишкек, 2008.

## Трудовая деятельность
- 1986—1987 — мастер по тренировке спортивных лошадей в РСДЮШОР по конному спорту и современному пятиборью;
- 1987—1989 — служба в армии;
- 1989—2003 — продолжил работу мастером в РСДЮШОР;
- 2003—2009 — директор РСДЮШОР;
- 2006—2010 — вице-президент Национального олимпийского комитета КР;
- 2009—2010 — директор госпредприятия «Управление спортивными сооружениями и спортивного обеспечения» при Госагентстве физкультуры и спорта;
- с 2010-го — директор СДЮШОР «Кулук»;
- с 2010-го — член финансового комитета Олимпийского совета Азии;
- 2015—2019 — член бюро Международной федерации конного спорта (FEI), руководитель региональной группы 3.;
- с 2019-го — судья международной категории по конному спорту;
- с 2021-го — член комитета солидарности Международной федерации конного спорта;
- в декабре 2021-го возглавил НОК.КР.

## Спортивная карьера
- 1986 — бронзовый призёр Спартакиады народов СССР,
- 1987 — участник чемпионата Европы среди юниоров,
- 1991 — победитель чемпионата СНГ,
- 1994 — участник Азиатских игр в Хиросиме, Япония,
- 2000 — победитель Центрально-Азиатской лиги Кубка мира,
- 2001 — серебряный призёр чемпионата Азии в Токио, Япония.

## Повышение квалификации
Программа Open World Program USAID, спортивный менеджмент. Джэксонвилл, США, 2009.

## Семья
Женат, имеет пятерых детей.

## Награды
- Заслуженный работник физической культуры и спорта Кыргызской Республики (2024) — за большой вклад в развитие физической культуры и спорта, выдающиеся спортивные достижения, а также подготовку квалифицированных спортсменов республики[1].